# Вяз
Вяз (от старобългарски: вѧꙁати „връзвам, свързвам“; на руски: вязь от глагола вязать; сроден термин: вазба) е вид калиграфия, използващ кирилицата, който се характеризира с встъпването на буквите в пространството една на друга, придавайки вид на едниен, непрекъснат текстов орнамент, или още на калиграма. За пръв път се появява в южнославянски ръкописи през XIII в., а по-късно, от края на XIV в. до началото на XV в., се среща и в източнославянски, както и във Влашко. Преди да бъде изоставен, този тип краснопис значително се развива в Русия по времето на Иван Грозни.
- Подписът на цар Иван Шишман от Рилската грамота.
- Украсена страница от ръкопис № 1
- Украсена страница от ръкопис № 2
- Украсена страница от ръкопис № 3